# Elizabethtown (Illinois)
Elizabethtown és una vila dels Estats Units a l'estat d'Illinois. Segons el cens del 2000 tenia 348 habitants.

## Demografia
Segons el cens del 2000, Elizabethtown tenia 348 habitants, 183 habitatges, i 99 famílies. La densitat de població era de 191,9 habitants/km².
Dels 183 habitatges en un 18,6% hi vivien nens de menys de 18 anys, en un 38,8% hi vivien parelles casades, en un 12,6% dones solteres, i en un 45,9% no eren unitats familiars. En el 44,8% dels habitatges hi vivien persones soles el 27,3% de les quals corresponia a persones de 65 anys o més que vivien soles. El nombre mitjà de persones vivint en cada habitatge era d'1,9 i el nombre mitjà de persones que vivien en cada família era de 2,63.
Per edats la població es repartia de la següent manera: un 17% tenia menys de 18 anys, un 8,3% entre 18 i 24, un 15,5% entre 25 i 44, un 30,2% de 45 a 60 i un 29% 65 anys o més.
L'edat mediana era de 51 anys. Per cada 100 dones de 18 o més anys hi havia 81,8 homes.
La renda mediana per habitatge era de 17.750 $ i la renda mediana per família de 38.750 $. Els homes tenien una renda mediana de 30.625 $ mentre que les dones 16.563 $. La renda per capita de la població era de 17.567 $. Aproximadament el 16% de les famílies i el 22,5% de la població estaven per davall del llindar de pobresa.

## Poblacions properes
El següent diagrama mostra les poblacions més properes.